# Gustav von Neipperg
El conde Gustav von Neipperg (1811-1850) fue un noble y militar alemán, hijastro de María Luisa de Austria, segunda esposa de Napoleón Bonaparte.

## Biografía
Ferdinand fue el segundo de los cuatro hijos habidos del matrimonio entre Adam Albert, conde de Neipperg; y la condesa Theresia Pola (1778-1815). Ferdinand tendría tres hermanos:
1. Alfred von Neipperg, que sucedería como conde de Neipperg en 1829 tras la muerte de Adam Albert.
2. Ferdinand von Neipperg (1809-1843), militar en el ejército imperial austríaco.
3. Erwin von Neipperg (1813-1897)

Quedó huérfano de madre en 1815. Ese mismo año su padre inició una relación con María Luisa de Austria, a quién asistía como oberhofmeister. También en ese año María Luisa fue nombrada duquesa de Parma, trasladándose junto al padre de Gustav a esta ciudad italiana. Adam Albert ejercería de primer ministro y consejero aúlico de María Luisa hasta su propia muerte en 1829. La pareja habría contraído matrimonio en 1821, tras conocer la muerte de Napoleón Bonaparte, exiliado en la isla de Santa Elena. Fruto de esta relación, Gustavo tuvo dos medio hermanos con los que mantuvo una buena relación:
- Albertina María de Montenuovo (1817-1867), que casó con Luigi Sanvitale, conde de Fontanellato
- Guillermo Alberto, conde de Montenuovo (1819-1895), luego creado príncipe de Montenuovo . Contrajo matrimonio con la condesa Juliana Batthyány von Németújvár.

Siguió la carrera militar como su padre y sus hermanos mayores. Ingresó en el cuerpo del genio (ingenieros) del ejército imperial y real Austríaco. Desde al menos 1834, residió en Milán. Tuvo interés en distintas disciplinas científicas (como la geología), culturales y artísticas. Fue dedicatario de distintas publicaciones como, por ejemplo, La Prima Parte Della Riforma Musicale de Emmanuele Gambale. También fue dedicatario de la publicación de una versión reducida para piano de la ópera Oberto de Verdi, realizada por Ricordi antes del estreno de la obra.
También fue chambelán del emperador de Austria desde 1835, y caballero de la Orden de San Juan vulgo de Malta. En 1848 era capitán del arma del Genio (ingenieros).
A finales de 1847 los italianos liberales habían decidido no fumar como acto de protesta contra el Imperio austríaco. El 2 de enero de 1848, Gustavo, como otros oficiales y soldados del ejército imperial austríaco, recorría la ciudad junto con el frenólogo inglés Castle fumando ostentosamente para mostrar su apoyo al Imperio austríaco, en contraste con los liberales italianos. En la puerta del Café Cova (todavía existente en 2025) fue agredido.
El año siguiente participaría, ya con el rango de mayor, en la Primera Guerra de la Independencia italiana en el segundo cuerpo de ejército, sirviendo como parte del estado mayor del baron Konstantin Aspre.
Gustav murió en 1850, célibe. Fue enterrado en la tumba familiar del cementerio al norte de la iglesia de Massenbachhausen (Baden-Württemberg).